# آدما
آدما (به لاتین: Aadma) یک روستا در استونی است که در دهستان کاینا واقع شده‌است.